# Yonec
Yonec est l'un des lais de Marie de France redécouvert et publié au XIXe siècle sous le titre Le lai de Yonec ou Le Lai d'Yonec. Ce conte merveilleux du XIIe siècle, inspiré d'un précédent récit oral breton ou « lai », a été conservé sous la forme d'une copie datée du milieu du XIIIe siècle et rédigée en anglo-normand, un dialecte d'oïl qui est proche du francien et est assez vraisemblablement la langue d'origine. Il s'agit d'un poème d'environ cinq cent cinquante octosyllabes. Il repose sur le thème du prince charmant qui se transforme en être ailé, que Madame d'Aulnoy reprendra à la fin du XVIIe siècle dans son conte de L'Oiseau bleu. Yonec est le nom du héros qui, en vengeant son véritable père, donne une fin heureuse au récit.

## Résumé

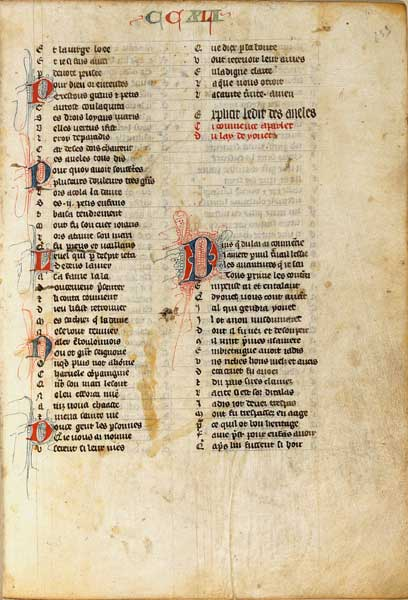
Une page du manuscrit de Yonec (XIV, BNF).

Une belle jeune femme est donnée en mariage à un vieillard riche, puissant et jaloux. Pour mieux la surveiller, il l'enferme dans une tour avec sa sœur, âgée et veuve, pour lui tenir compagnie. Tandis que la belle se plaint de son sort et souhaite un amant, un autour entre en volant par la fenêtre de la chambre ; il se transforme en un beau chevalier qui lui adresse courtoisement la parole, lui affirmant qu'il est venu à elle par amour. Elle consent dès lors qu'il lui prouve qu'il est bon chrétien. En prenant congé, le chevalier adjure la jeune femme de prendre garde à la vieille, qui, si elle les trahit, causera sa mort.
Les deux amants se fréquentent ainsi en secret pendant quelque temps, mais la joie et la bonne mine de sa jeune femme éveillent les soupçons du mari, qui ordonne à la vieille de la surveiller de près. Le secret est découvert, et le mari, furieux, fait placer à la fenêtre de sa femme des pointes de fer, lesquelles transpercent l'amant-oiseau à sa visite suivante. Celui-ci (Muldumarec), se sentant mourir, annonce à la belle qu'elle porte un fils de lui : elle devra le nommer Yonec, et il les vengera tous deux plus tard. Il disparaît et la jeune femme, désespérée, part à sa recherche après avoir sauté par la fenêtre. Elle suit la trace de sang laissée par son amant, jusqu'à une ouverture dans une colline. Elle y pénètre et parvient dans un autre monde, à une magnifique cité et finalement à un palais, où elle retrouve son amant gisant sur un lit. Celui-ci, mourant, la prie de quitter le palais et de retourner chez elle, lui confiant un anneau qui aura pour effet, tant qu'elle le portera au doigt, de faire oublier toute l'histoire à son vieux mari ; ainsi que son épée, qu'elle devra donner à leur fils quand il sera en âge de la porter. En quittant la ville, elle entend derrière elle les cloches qui sonnent le glas du chevalier, et s'évanouit à plusieurs reprises.
Elle finit par rentrer dans son pays, où elle n'encourt nul reproche. Comme l'a annoncé le chevalier-oiseau, elle met au monde un fils, Yonec ; celui-ci atteint l'âge où il est armé chevalier. Le vieux seigneur, sa femme et son fils, sont invités à une fête par un seigneur du voisinage. En visitant, le lendemain, les bâtiments de l'abbaye, ils découvrent un tombeau richement orné. On leur révèle qu'il abrite la dépouille d'un chevalier pris dans un piège et mort pour l'amour d'une dame. La dame révèle à Yonec qu'il s'agissait de son père et lui remet l'épée, puis expire sur la tombe de Muldumarec. À cette vue, le fils tranche le cou de son beau-père, accomplissant ainsi la vengeance. La dame est ensevelie dans le même tombeau que son amant, et Yonec devient seigneur du pays.

« Cel ki ceste aventure oïrent

lunc tens aprés un lai en firent,

de la peine et de la dolur

que cil sufrirent pur amur. »

## Thématique
Le lai ressort du conte-type AT 432, The Prince as Bird (« Le Prince-oiseau »). Il s'agit d'un conte mélusinien, c'est-à-dire qui conte l'union d'un mortel et d'un être surnaturel (celui-ci est ici explicitement appelé de l'Autre Monde par la dame). On y trouve le thème de la mal mariée, et de la « faute contre la fin amor », en l'occurrence celle de l'héroïne qui ne respecte pas la mesure, ce qui entraîne la découverte du secret des deux amants, qui seront réunis dans la mort.

## Études et analogies
Le celtiste américain Tom Peete Cross a consacré en 1910 une étude dans la Revue celtique à l'« origine celtique du Lai d'Yonec ».